# Julia Butters
Julia Butters (Los Angeles, 15 april 2009) is een Amerikaans actrice.

## Carrière
Butters speelde als kind verschillende gastrollen in bekende series en films. Ze is voornamelijk bekend van Anna-Kat Otto, een rol die ze speelde in de sitcom American Housewife. Haar grote doorbraak kwam in 2019 toen ze de rol van Trudi Fraser speelde in Once Upon a Time in Hollywood waarvoor ze 15 nominaties ontving en er een kon verzilveren.

## Filmografie

### Film
| Jaar | Film                                      | Rol             |
| ---- | ----------------------------------------- | --------------- |
| 2016 | 13 Hours: The Secret Soldiers of Benghazi | Beverly Silva   |
| 2016 | Term Life                                 | 7-jarige Cate   |
| 2016 | A Family Man                              | Lauren          |
| 2016 | Pals                                      | Julia           |
| 2019 | Once Upon a Time in Hollywood             | Trudi Fraser    |
| 2022 | The Gray Man                              | Claire Fitzroy  |
| 2022 | The Fabelmans                             | Reggie Fabelman |
| 2025 | Freakier Friday                           | Harper Coleman  |

### Televisie
| Jaar      | Serie                                      | Rol                   | Extra   |
| --------- | ------------------------------------------ | --------------------- | ------- |
| 2014      | Criminal Minds                             | Gabby Hoffer          | 1 afl.  |
| 2015-2016 | Best Friends Whenever                      | 5-jarige Cyd          | 2 afl.  |
| 2015-2016 | Transparent                                | Ella                  | 8 afl.  |
| 2016      | The Kicks                                  | Ashley                | 1 afl.  |
| 2016-2020 | American Housewife                         | Anna-Kat Otto         | 90 afl. |
| 2020      | Short Circuit                              | Little girl           | 1 afl.  |
| 2021      | I Think You Should Leave with Tim Robinson | Toby                  | 1 afl.  |
| 2021      | Adventure Time: Distant Lands              | Larry / Extra Stemmen | 1 afl.  |
| 2024      | Monsters at Work                           | Lorelei (stem)        | 3 afl.  |

## Prijzen en nominaties
| Jaar | Prijs                      | Categorie                                             | Film/Serie                    | Resultaat   |
| ---- | -------------------------- | ----------------------------------------------------- | ----------------------------- | ----------- |
| 2019 | CFCA Award                 | Most Promising Performer                              | Once Upon a Time in Hollywood | Genomineerd |
| 2019 | Sierra Award               | Youth in Film - Female                                | Once Upon a Time in Hollywood | Gewonnen    |
| 2019 | SDFCS Award                | Breakthrough Artist                                   | Once Upon a Time in Hollywood | Genomineerd |
| 2019 | Seattle Film Critics Award | Best Youth Performance                                | Once Upon a Time in Hollywood | Genomineerd |
| 2019 | WAFCA Award                | Best Youth Performance                                | Once Upon a Time in Hollywood | Genomineerd |
| 2020 | Critics' Choice Award      | Best Young Actor/Actress                              | Once Upon a Time in Hollywood | Genomineerd |
| 2020 | CinEuphoria Award          | Best Ensemble - International Competition             | Once Upon a Time in Hollywood | Genomineerd |
| 2020 | Gold Derby Award           | Ensemble Cast                                         | Once Upon a Time in Hollywood | Genomineerd |
| 2020 | Gold Derby Award           | Ensemble of the Decade                                | Once Upon a Time in Hollywood | Genomineerd |
| 2020 | HCA Award                  | Best Performance by an Actress 23 and Under           | Once Upon a Time in Hollywood | Genomineerd |
| 2020 | MCFCA Award                | Best Young Actress                                    | Once Upon a Time in Hollywood | Genomineerd |
| 2020 | OFTA Film Award            | Best Youth Performance                                | Once Upon a Time in Hollywood | Genomineerd |
| 2020 | OFTA Film Award            | Best Ensemble                                         | Once Upon a Time in Hollywood | Genomineerd |
| 2020 | Screen Actors Guild Award  | Outstanding Performance by a Cast in a Motion Picture | Once Upon a Time in Hollywood | Genomineerd |